# Edita Vopatová
Edita Vopatová (* 17. května 1993 Ústí nad Labem) je česká sportovní lezkyně, mistryně a vicemistryně ČR v lezení na obtížnost. Jako první česká lezkyně přelezla cestu obtížnosti 8c.

## Výkony a ocenění
- 2014: Cena rektora pro studenty UJEP za nejlepší sportovní výsledky, 3. místo[3]
- 2014: Výstupy roku ČHS, čestné uznání (1. české ženské 8c)
- 2016: přelez druhé cesty obtížnosti 8c

### Skalní lezení
- 12.6.2010: Fiese Luise, 10 (8b), PP, Frankenjura, Německo
- 20.10.2010: Ultra Perm, 10 (5.13d / 8b), PP, Red River, USA
- 23.6.2012: Desaster, 10+ (8b+), PP, Frankenjura, Německo
- 29.1.2013: China Crisis, 10+ (8b+), PP, Oliana, Španělsko
- 5.9.2013: Land Of Confusion, 10/10+ (8b/8b+), Frankenjura, Německo
- 3.5.2014: Cringer, 11- (8c), PP, 35m, Frankenjura, Německo
- 30.6.2014: Queeel Dich, Du Sauuu!, 10/10+ (8b/8b+), Frankenjura, Německo
- 4.3.2016: Dame Criptonita, 10/10+ (8b/8b+), PP, Jaén, Španělsko
- 27.10.2016: Lume, 10/10+ (8b/8b+), PP, Jaén, Španělsko
- 19.12.2016: Tres Surprises, 11 (8b+/8c), PP, Jaén, Španělsko
- 8.4.2018: Klondike Cat, 11- (8c), , Frankenjura, Německo

### Závodní výsledky
| Mistrovství světa | Mistrovství světa |
| Rok               | 2014              |
| ----------------- | ----------------- |
| Obtížnost         | 34                |

| Mistrovství ČR | Mistrovství ČR | Mistrovství ČR | Mistrovství ČR | Mistrovství ČR | Mistrovství ČR | Mistrovství ČR |
| Rok            | 2009           | 2010           | 2011           | 2013           | 2014           | 2015           |
| -------------- | -------------- | -------------- | -------------- | -------------- | -------------- | -------------- |
| Obtížnost      | 2              | 1              | 3              | 1              | 1              | 4              |
| Bouldering     |                | 7              | 7              | 6              | —              | —              |

| Český pohár         | Český pohár | Český pohár | Český pohár | Český pohár | Český pohár | Český pohár |
| Rok                 | 2010        | 2011        | 2013        | 2014        | 2015        | 2016        |
| ------------------- | ----------- | ----------- | ----------- | ----------- | ----------- | ----------- |
| Obtížnost           | 3           | 9           | 7           | 2           | 10          |             |
| jednotlivě* (3/2/1) | ,-,4        | -,,-,-      | ,-,-,-      | ,8,,        | 4,-,-,-     |             |
|                     |             |             |             |             |             |             |
| Bouldering          | 17          | 3           | 4           | 20          | 4           | 10          |
| jednotlivě* (2/5/2) | -,7,-       | -,7,4,,-    | 6,,,-,-     | -,-,,-,-,-  | -,-,4,,     | -,,,-,-,-   |

* poznámka: nalevo jsou poslední závody v roce
- 2014: Akademické MČR, 1. místo
- MSJ 2007 a 2008
- EPJ 2007 a 2008